# مصطفی اسدالهی

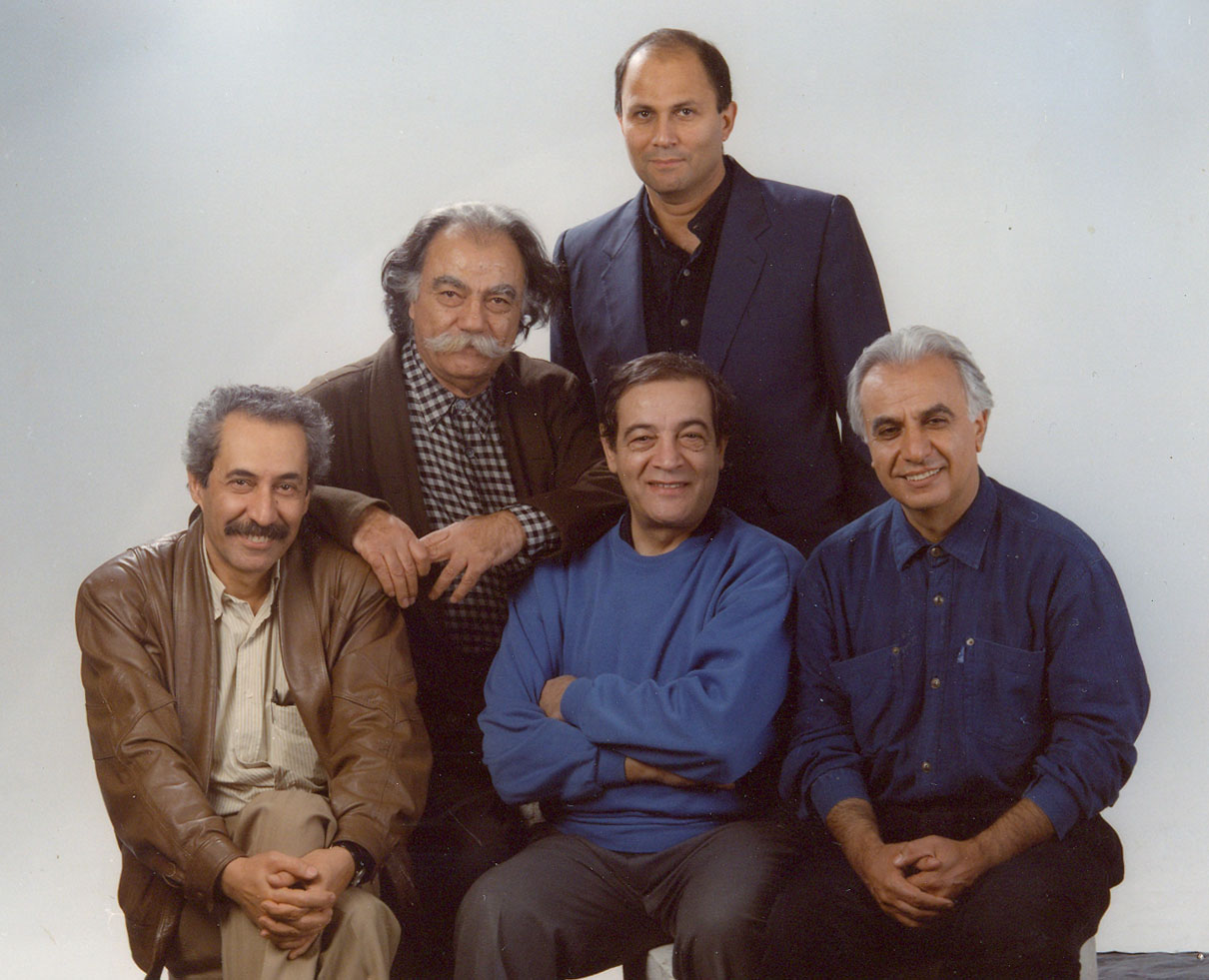
اسدالهی (سمت راست) به همراه مرتضی ممیز، مسعود سپهر و ابراهیم حقیقی در استودیو مسعود معصومی، ۱۳۷۷

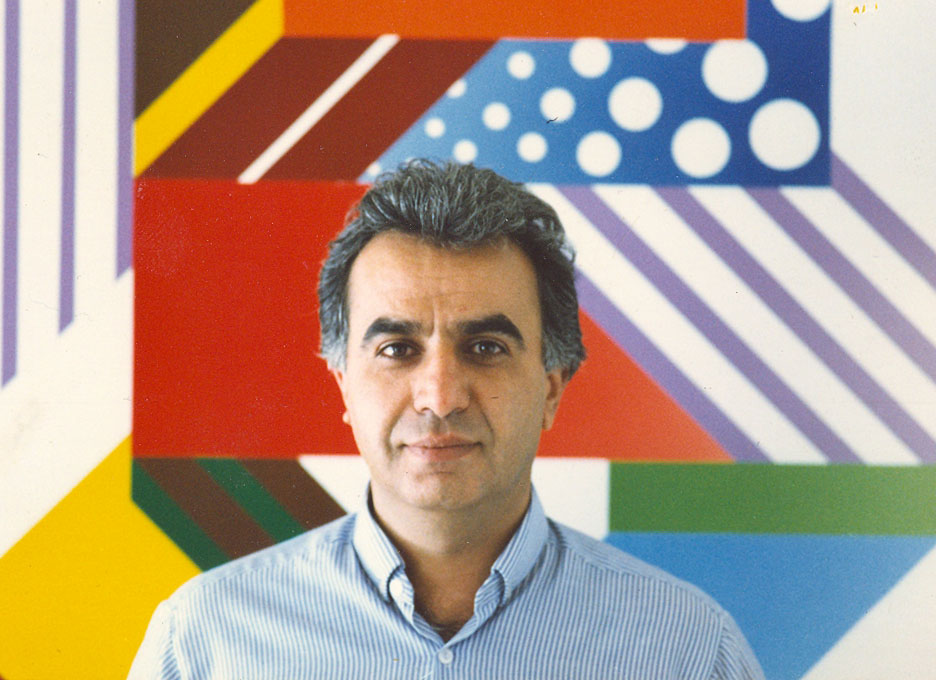
اسدالهی در سال ۱۳۶۵

مصطفی اسدالهی (۲۳ اردیبهشت ۱۳۲۹ – ۱۸ مهر ۱۴۰۳) طراح گرافیک و نقاش ایرانی بود. او از جمله مؤسسان انجمن صنفی طراحان گرافیک ایران بود.

## فعالیت‌ها
- رئیس هیئت مدیره انجمن صنفی طراحان گرافیک ایران
- عضو هیئت علمی پردیس هنرهای زیبای دانشگاه تهران
- عضو وابسته پردیس بین‌المللی کیش - دانشگاه تهران
- عضو انجمن صنفی طراحان گرافیک ایران
- طراح دفاتر گرافیکی، آتیله‌ها، شرکت‌های انتشاراتی و تبلیغات ۱۳۴۴ تا ۱۳۵۹
- طراح و مدیر هنری شرکت تبلیغاتی پیشرو ۱۳۵۳ تا ۱۳۵۷
- عضو هیئت داوری نخستین فستیوال برنامه‌های تلویزیونی ۱۳۷۴
- عضو هیئت داوران جشنواره مطبوعات - بخش گرافیک ۱۳۷۶
- عضو شورای برگزاری دوسالانه ششم طراحان گرافیک ایران ۱۳۷۸
- عضو هیئت برگزاری نمایشگاه پوسترهای تجربی ایران ۱۳۸۰
- مدیر هنری، پروژه مجموعه کتاب‌های تصویری خورشید ایران ۱۳۷۴ تا ۱۳۷۶
- دبیر هفتمین نمایشگاه دوسالانه طراحان گرافیک ایران ۱۳۸۰
- عضو هیئت برگزاری نمایشگاه پوسترهای تجربی تهران - ۱۳۸۲
- عضو شورای انتخاب آثار هشتمین دوسالانه جهانی پوستر تهران - ۱۳۸۲
- مدیر هنری «فصلنامه نشان» ۱۳۸۱ تا ۱۳۸۴
- رئیس هیئت مدیره انجمن صنفی طراحان گرافیک ایران ۱۳۸۲ تا ۱۳۸۵
- عضو شورای برگزاری و هیأت انتخاب آثار نهمین دو سالانه گرافیک معاصر ایران ۱۳۸۶
- مدیر گروه گرافیک و عکاسی، دانشکدهٔ هنرهای تجسمی پردیس هنرهای زیبای دانشگاه تهران، ۱۳۹۰ تا ۱۳۹۴
- عضو هیئت مدیرهٔ انجمن صنفی طراحان گرافیک ایران، از ۱۳۹۴

## سوابق تدریس
- پردیس هنرهای زیبا (دانشگاه تهران)
- دانشکده هنرهای کاربردی (دانشگاه هنر)
- دانشکده هنر (دانشگاه الزهرا)
- دانشکده هنر و معماری (دانشگاه آزاد اسلامی)
- پردیس بین‌المللی کیش (دانشگاه تهران)
- دانشکده معماری و هنر (دانشگاه پارس تهران)

## افتخارات و جوایز
- لوح تقدیر برای طراحی نشانه به‌عنوان اثر برگزیده، دومین بینال هنر گرافیک ایران، ۱۳۶۸
- دیپلم تشویقی برای طراحی پوستر، دومین بینال هنر گرافیک ایران، ۱۳۶۸
- لوح تقدیر و تندیس طلایی طراحی نشانه به‌عنوان اثر برگزیده، سومین بینال هنر گرافیک ایران، ۱۳۷۱
- لوح تقدیر و تندیس طلایی طراحی نشانه به‌عنوان اثر برگزیده، چهارمین بینال هنر گرافیک ایران، ۱۳۷۳
- لوح تقدیر و تندیس طلایی طراحی پوستر به‌عنوان اثر برگزیده، چهارمین بینال هنر گرافیک ایران، ۱۳۷۳
- لوح تقدیر و تندیس برای طراحی نشانهٔ شبکهٔ خبر، جشنوارهٔ برنامه‌های تلویزیونی، ۱۳۸۰

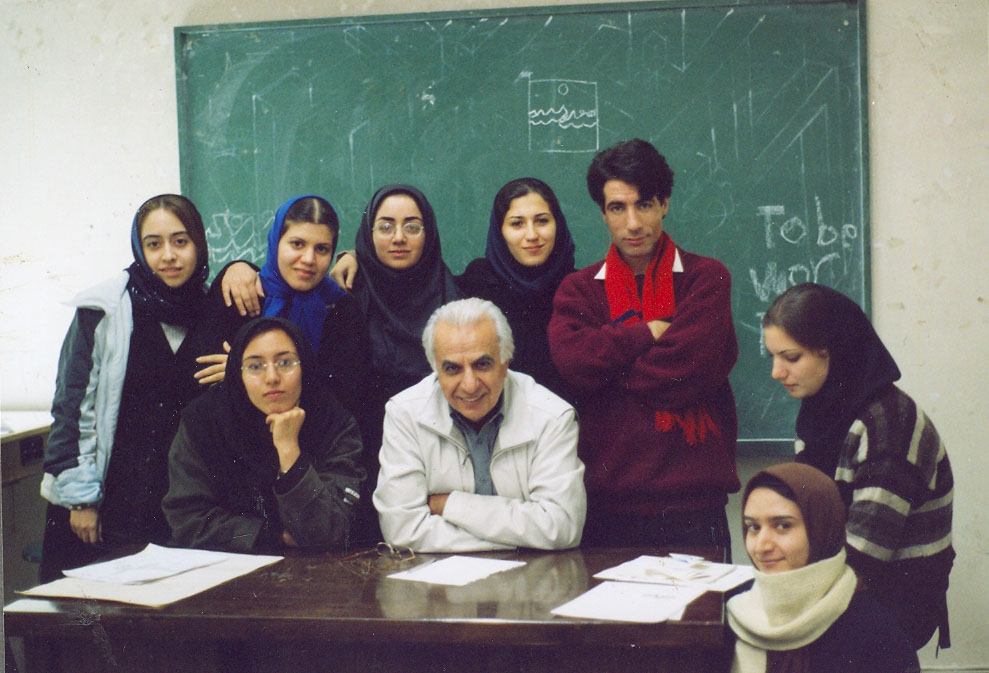
اسدالهی در کنار جمعی از دانشجویان رشتهٔ گرافیک دانشکدهٔ هنرهای زیبای دانشگاه تهران، ۱۳۸۴

- اسدالهی در کنار جمعی از دانشجویان رشتهٔ گرافیک دانشکدهٔ هنرهای زیبای دانشگاه تهران، ۱۳۸۴نشان عالی و طوبای زرین هشتمین جشنوارهٔ تجسمی فجر در رشتهٔ گرافیک، ۱۳۹۴